# Cochlodesma tenerum
Cochlodesma tenerum ist eine Muschelart aus der Familie der Löffelmuscheln (Periplomatidae).

## Merkmale
Das gleichklappige Gehäuse wird bis zu 15 Millimeter lang. Es ist ungleichseitig, die Wirbel sitzen hinter der Mittellinie, etwa zwei Fünftel vom Hinterende entfernt. Es ist im Umriss quereiförmig. Das Verhältnis der Breite zur Länge beträgt etwa 1 zu 1,3. Der vordere Dorsalrand ist länger als der hintere Dorsalrand, und setzt auch deutlich höher an. Er ist schwach konvex gerundet und geht ohne merkliche Kante oder Knick in den breit gerundeten Vorderrand über. Der hintere Dorsalrand ist gerade und fällt steiler ab als der vordere Dorsalrand. Der Übergang zum leicht konvex gebogenen, etwas abgestutzt wirkenden Hinterrand ist schwach gewinkelt. Der Hinterrand geht ebenfalls schwach gebrochen in den weit gerundeten Ventralrand über. Das Gehäuse klafft am Hinterende. Es ist ein externes und internes Ligament vorhanden. Das interne Ligament sitzt auf einem zapfenförmigen Knorpelträger (Resilifer). Das externe Ligament ist dünn. Das Schloss hat keine Zähne.
Die weißliche, durchscheinende Schale ist sehr dünn und zerbrechlich. Die Ornamentierung besteht aus kräftigen, unregelmäßigen, konzentrischen Linien. Der Innenrand des Gehäuses ist glatt. In den Wirbeln befindet sich jeweils ein kleiner Riss. Die Innenseite ist glänzend irisierend. Die Anwachsstreifen scheinen auf die Innenseite durch.

## Geographische Verbreitung und Lebensraum
Das Verbreitungsgebiet der Art ist der nordamerikanische und europäische Teil des Nordatlantiks einschließlich des Mittelmeeres. Sie lebt in tiefem Wasser von 677 bis 2138 Metern.

## Taxonomie
Die Art wurde 1882 von Paul Henri Fischer aufgestellt. Sie wurde früher auch zur Gattung Periploma gestellt, MolluscaBase stellt sie zur Gattung Cochlodesma.

## Belege

### Online
- Marine Bivalve Shells of the British Isles: Cochlodesma tenerum Fischer, 1882 (Website des National Museum Wales, Department of Natural Sciences, Cardiff)